# Lucine (sainte)
Sainte Lucine est une  pieuse femme romaine du IIIe siècle, la fille de Carpasius et de Marménie, réputée pour avoir recueilli et enterré les corps de plusieurs saints martyrs (dont Marcellin, prêtre, et Pierre, exorciste), au cimetière Aux deux lauriers sur la via Labicana de Rome.

## Notoriété
Elle est surtout connue (et représentée en peinture) pour avoir eu une vision de saint Sébastien ayant permis aux chrétiens de retrouver sa dépouille jetée secrètement dans une fosse par ses bourreaux, ce qui permit de lui donner une sépulture officielle près des  ossements des saints apôtres Pierre et Paul.

## Dans les arts
Elle n'est représentée que dans les épisodes de la vie de saint Sébastien et dans les chapelles qui lui  sont consacrées :
- Vitraux de Préaux-Saint-Sébastien.
- Fresque de la Chapelle Saint-Sébastien de Venanson.
- Fresques de la Chapelle Saint Arnould, La Villette, Saint-Chaffrey
- Fresques de la chapelle Saint Sébastien de Coaraze: Michel Borsotto, Bernadette Griot, La chapelle Saint Sébastien de Coaraze, L'Amourier éditions 2015  (ISBN 978-2-36418-027-7) en vente à l'office de tourisme de Coaraze. Les peintures ésotériques de la voûte intriguent....